# Кедел Еванс
Кедел Лі Еванс (англ. Cadel Lee Evans, народ.14 лютого 1977 року в Кетрін, Північна територія, Австралія) — австралійський професіональний велогонщик, найбільш відомий своєю перемогою на Тур де Франс 2011 року. Перший в історії австралієць, що переміг на Тур де Франс.

## Біографія
Перед тим, як стати шосейним велогонщиком в 2001 році,Еванс виступав на маунтінбайках виграв Кубки світу 1998 та 1999 років, а також посів 7-е місце в крос-кантрі на гірському велосипеді на Олімпійських іграх 2000 року в Сіднеї (4 роками раніше на Іграх в Атланті Еванс у цій же дисципліні був 9-м).
У 2007 й 2008 роках фінішував другим у генеральній класифікації «Тур де Франс» та став першим австралійцем, який виграв UCI ProTour.
Виграв групову гонку 27 вересня 2009 року на чемпіонаті світу в Мендрізіо, Швейцарія (проводиться під егідою UCI), ставши першим представником Австралії, який завоював титул чемпіона світу в груповій гонці серед професіоналів.
У липні 2011 року Кедел став переможцем престижної велобагатоденки Тур де Франс, випередивши у генеральній класифікації на 1 хвилину 43 секунди Енді Шлека з Люксембургу.
З 2015 одружився з італійською піаністкою, вчителькою музики Кьярою Пассеріні. У січні 2012 року пара всиновила хлопчика Робеля (нар. 17.10.2010). У 2015 Еванс і Пассеріні розлучилися. Своє ім'я Кедел, прабабуся його була родом з Уельсу, отримав на честь королів Уельсу IX—X століть Кеделів (Кадел ап Елісед, Кінген ап Кадел).